# Ascletario
Ascletario (auch Ascletarion, Ascletarius und Asclation; gestorben 96 in Rom) war ein hellenistischer Astrologe.
Von den Schriften Ascletarios ist nichts erhalten.
Der Anonymus von 379 erwähnt ihn jedoch in einer Aufzählung wichtiger Astrologen.
Bekannt ist Ascletario durch seinen Tod, der Gegenstand einer Anekdote ist, die sowohl von Sueton als auch von Cassius Dio erzählt wird. Es geht um Ereignisse aus den letzten Tagen des Kaisers Domitian. Laut Sueton soll folgendes geschehen sein:

„Doch nichts hat [Domitian] derart bewegt wie die Antwort und das Schicksal des Astrologen Ascletario. Diesen hatte man denunziert, und er stritt auch nicht ab, daß er das, was er auf Grund seiner wissenschaftlichen Kenntnisse vorhergesehen habe, auch verbreitet hatte. Da wollte Domitian wissen, welcher Tod auf ihn warte. Als er versicherte, er werde bald von Hunden zerfleischt werden, ließ Domitian ihn zwar ohne Aufschub töten, ordnete aber auch an, ihn sehr sorgfältig zu begraben, um so seine Wissenschaft des Schwindels zu überführen. Als man dem Befehl nachkam, erhob sich plötzlich ein Sturm, warf den Scheiterhaufen um, und Hunde zerfleischten den halbverbrannten Leichnam.“

Die Darstellung bei Cassius Dio ist knapper, enthält aber ein von Sueton nicht erwähntes wesentliches Detail, nämlich, dass Ascletario nicht irgendwelche Vorhersagen gemacht habe, sondern den Tod Domitians vorhergesagt habe. Nun heißt es zwar, dass Astrologen während der Kaiserzeit notorisch verfolgt wurden, das trifft aber bis in die christliche Spätantike nicht allgemein zu. Allerdings war es schon zur Zeit des Augustus extrem gefährlich, sich mit dem Horoskop des Kaisers oder mit ihm um die Macht konkurrierender Personen zu befassen. In diesem Zusammenhang muss also die Hinrichtung des Ascletario gesehen werden. Im Fall Domitians war solche Wahrsagerei zudem besonders gefährlich, lebte dieser Kaiser doch seit jungen Jahren in Furcht vor einem unabwendbaren Schicksal, nachdem ihm „Chaldäer“, das heißt Astrologen, sein Todesjahr samt Todesstunde und Todesart vorhergesagt hatten.
Die Astrologenprobe, mit der Domitian sich und andere davon überzeugen will, dass der Vorhersage des Ascletario nicht zu vertrauen sei, hat Ähnlichkeit mit einer Geschichte, die Tacitus vom Exil des Tiberius auf Rhodos berichtet, wo sich der spätere Kaiser auch mit Astrologie befasste. Dort hatte Tiberius Astrologen, die ihn bei seinen Fragen nicht überzeugten, von einem Sklaven eine Klippe hinabwerfen lassen. Nur Thrasyllos hatte ihm zuerst seine künftige Herrschaft vorausgesagt und dann auf die Frage, was ihm selbst unmittelbar bevorstünde, äußerst bestürzt bekannt, dass er sich in tödlicher Gefahr befände. Das veranlasste Tiberius dann, Thrasyllos zu seinem Leibastrologen zu machen.
Die Ascletario-Anekdote erscheint auch in den Schriften der Byzantiner Georgios Kedrenos, Konstantin Manasses und Michael Glykas.